# Френкель, Павел Моисеевич
Павел Моисеевич Френкель (21 июня 1902, Минск — 11 июля 1969, Москва) — советский инженер-строитель, учёный в области железобетонного строительства.

## Биография
Родился в Минске 21 июня 1902 года. В 1926 году окончил МВТУ им. Баумана.
После окончания института работал в Промстройпроекте. Среди реализованных проектов Балашихинский медеплавильный комбинат, Орский медно-серный комбинат, Джезказганский медеплавильный комбинат. В 1932—1936 годах также преподавал в Московском институте цветных металлов и золота.
В 1941—1944 годах — главный инженер Челябинского Промстройпроекта. С 1944 года — главный инженер треста Промстройпроект. Диссертацию кандидата технических наук по теме «Расчёт и конструкция неутеплённых покрытий промышленных зданий из асбестоцементных волнистых листов» защитил в 1954 году. Работал старшим научным сотрудником в Центральном научно-исследовательском институте промышленных сооружений (ЦНИПС).
Автор научных трудов, монографий и учебных пособий по расчёту строительных конструкций, железобетонным и асбестоцементным сооружениям, промышленному строительству.
Умер 11 июля 1969 года.
Брат (и соавтор) — инженер-строитель Исай Моисеевич Френкель.

## Награды
- Медаль «За трудовое отличие» (1943)[6]

## Монографии
- Таблицы для расчёта статически-неопределимых систем (с Н. Л. Перельштейном). М.—Л.: ОГИЗ Государственное научно-техническое издательство, 1931. — 84 с.
- Расчёт железобетонных подкрановых балок. М.: Госстройиздат, 1934. — 61 с.
- Статика сооружений. Учебник для строительных техникумов (в соавторстве с И. М. Френкелем). М.—Л.: Гостройиздат, 1940. — 192 с.
- Ограждение конструкции из асбестоцементных листов для промышленных зданий (авторы указаны как Лауреаты Сталинской премии архитекторы Л. Н. Шерман, В. И. Овсянкин и инженер-строитель П. М. Френкель). М.: Государственное издательство по строительству и архитектуре, 1952. — 328 с.[7]
- Проектирование промышленных предприятий. М.: Государственное издательство по строительству и архитектуре, 1952. — 200 с.
- Сборный железобетон в промышленном строительстве. М.: Государственное издательство по строительству и архитектуре, 1955.
- Опыт эксплуатации шагающих экскаваторов ЭШ-1 и ЭШ 4/40 на строительстве Новосибирской ГЭС. М.—Л., 1956.
- Расчёт строительных конструкций на динамическую нагрузку. М.: Госстройиздат, 1958. — 136 с.
- Применение предварительно напряжённого железобетона за рубежом. М.: Стройиздат, 1964. — 88 с.